# Comunitat de comunes de Sélestat
La Comunitat de comunes de Sélestat (oficialment: Communauté de communes de Sélestat) és una Comunitat de comunes del departament del Baix Rin, a la regió del Gran Est.
Creada al 1995, està formada 12 municipis i la seu es troba a Sélestat.

## Municipis
1. Baldenheim
2. Châtenois
3. Dieffenthal
4. Ebersheim
5. Ebersmunster
6. Kintzheim
7. La Vancelle
8. Mussig
9. Muttersholtz
10. Orschwiller
11. Scherwiller
12. Sélestat